# Universiteit van Nagasaki
De Universiteit van Nagasaki (長崎大学, Nagasaki Daigaku) is een nationale universiteit in Japan. Haar bijnaam luidt Chōdai (長大). De hoofdcampus bevindt zich in Bunkyo-machi in de Japanse stad Nagasaki.

## Geschiedenis

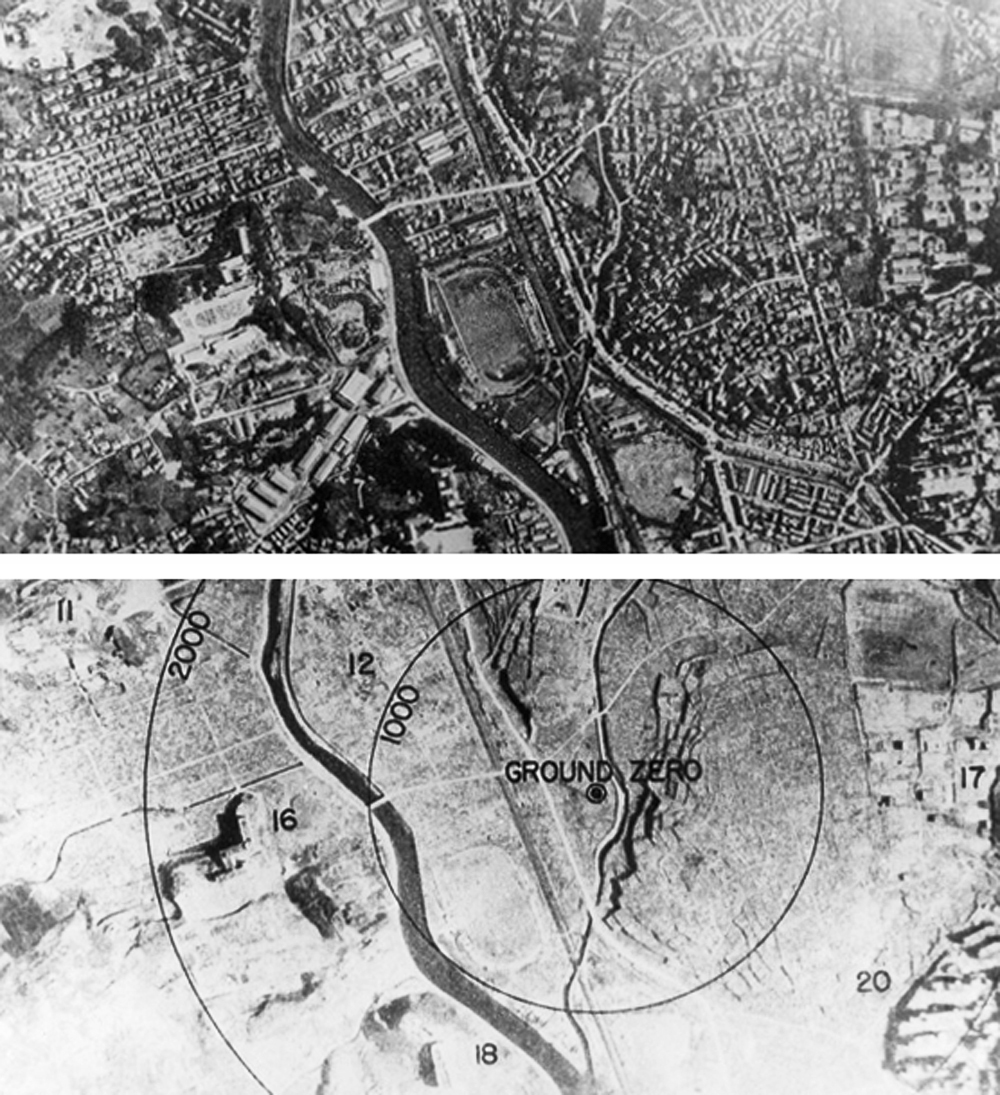
Nagasaki voor en na de atoomaanval. "17": Hogere Medische School Nagasaki, "20": Ziekenhuis

De huidige Universiteit van Nagasaki werd in 1949 opgericht als een fusie van verschillende andere instituties, namelijk:

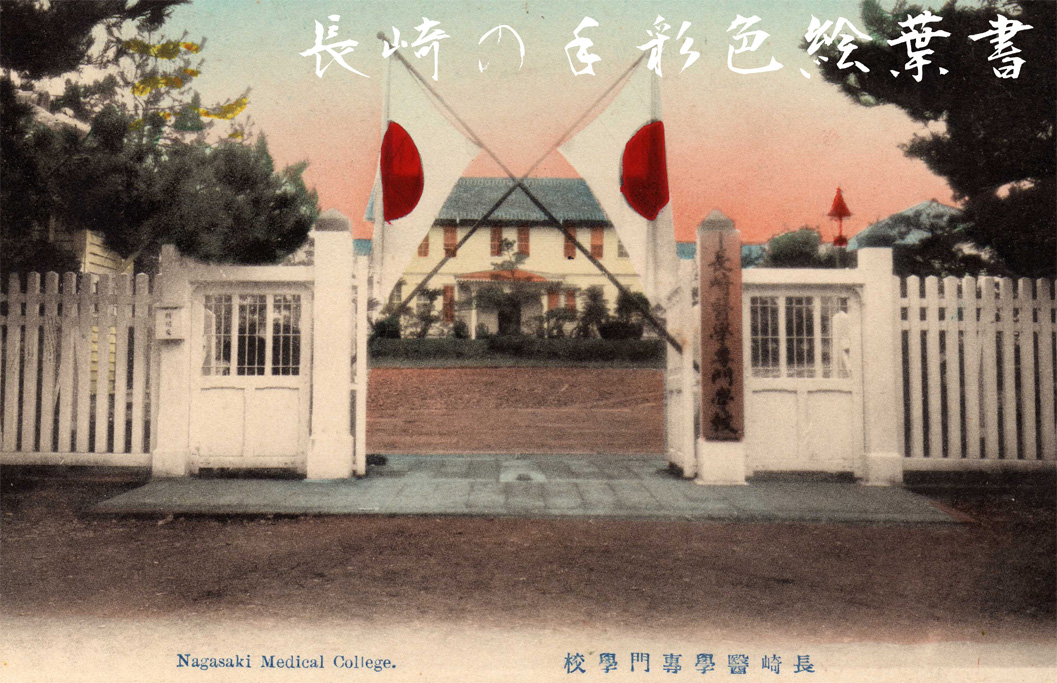
Hogere Medische School Nagasaki in de Meiji-periode

- de Hogere Medische School Nagasaki (de Faculteit der Geneeskunde, de vakschool voor farmacie en het ziekenhuis);
- de Middelbare School Nagasaki (長崎高等学校, Nagasaki kōtō gakkō, voorheen de vakschool voor de opleiding van militaire artsen);
- de Economische School Nagasaki (長崎経済専門学校, Nagasaki keizai semmon gakkō, opgericht in 1905);
- de Normale School Nagasaki (長崎師範学校, Nagasaki shihan gakkō, opgericht in 1874);
- de Normale School voor de Jeugd Nagasaki (長崎青年師範学校, Nagasaki seinen shihan gakkō, opgericht in 1921).

De nieuwe hoofdcampus (Bunkyo Campus) was voorheen een fabriek van de Mitsubishi Arms Factory (Ohashi fabriek).

### Hogere Medische School Nagasaki
De oudste van de voorlopers van de huidige universiteit was de Hogere Medische School. Deze werd in november 1857 opgericht als Medisch Opleidingsinstituut (医学伝習所, Igaku denshūsho) door een vertakking van het Tokugawa-shogunaat. De eerste professor hier was de Nederlander J.L.C. Pompe van Meerdervoort, en het instituut werd een van Japans eerste westerse (niet Kampō) medische scholen. In 1861 werd het ziekenhuis opgericht, en na de Meiji-restauratie werd de school een openbare (prefecturale, later nationale) medische school. De school ontwikkelde zich verder tot de Nagasaki Beroepsschool der Medicijnen (長崎医学専門学校, Nagasaki igaku senmon gakkō) in 1901, en vervolgens tot de Nagasaki Universiteit der Medicijnen (長崎医科大学, Nagasaki ika daigaku) in 1923.
Tijdens Japans deelname aan de Pacifische Oorlog richtte de universiteit nog een aantal andere instituten op, zoals het Tijdelijke College der Medicijnen (1940) en het Oost-Azië Onderzoeksinstituut van Endemische Ziekten (1942, tegenwoordig het Instituut van Tropische Medicijnen). Op 9 augustus 1945 werd de universiteit hevig beschadigd door de atoombom gezien het hypocentrum slechts 500 tot 700 meter verderop lag. Meer dan 800 professoren, studenten en artsen overleefden het niet. In september 1945 werd de universiteit naar Omura verhuisd, en vervolgens naar Isahaya in 1946. De oude campus werd later in 1950 herbouwd, nadat de medische school onderdeel van de universiteit was geworden.

### Economische School Nagasaki
Een andere noemenswaardige voorganger was de Economische School Nagasaki. Deze werd in maart 1905 opgericht als de Hogere Commerciële School Nagasaki (長崎高等商業学校, Nagasaki kōtō shōgyō gakkō). Het was de vierde nationale commerciële universiteit van Japan, na Tokyo (1887), Kobe (1902) en Yamaguchi (februari 1905), en stelde ten doel de studenten klaar te stomen voor een bedrijfsleven waarin zij zouden onderhandelen met China, Korea en Zuidoost-Azië. In 1917 begon men met een gevorderdencusus in de handel (een jaar), en het gebouw voor deze cursus werd in 1919 opgericht (tegenwoordig de Keirin Hal).
In 1944 hernoemde men de school tot de Economische School Nagasaki (長崎経済専門学校, Nagasaki keizai senmon gakkō). Op 9 augustus 1945 werden de gebouwen van de economische school gespaard van verwoesting door de atoombom dankzij de bescherming van de berg Kompira. Deze campus (Katafuchi Campus) wordt tegenwoordig bezet door de Faculteit der Economie van de Nagasaki Universiteit.

## Faculteiten
Bunkyo Campus
- Faculteit voor Educatie
- Faculteit voor Farmacie
- Faculteit voor Bouwkunde
- Faculteit voor Milieuwetenschappen
- Faculteit voor Visserij

Sakamoto Campus
- Faculteit der Geneeskunde
- Faculteit der Tandheelkunde

Katafuchi Campus
- Faculteit der Economische Wetenschappen

## Vervolgopleidingen
- Graduate School of Education (alleen masteropleidingen)
- Graduate School of Economics
- Graduate School of Science and Technology
- Graduate School of Biomedical Sciences
- Graduate School of International Health Development (alleen masteropleidingen)

## Onderzoeksinstituten
- Instituut voor Tropische Geneeskunde
- Instituut voor Ziektes als gevolg van Atoombommen, Nagasaki Universiteit Graduate School van Biomedische Wetenschappen

## Bekende alumni
- Takashi Nagai, arts gespecialiseerd in radiologie, slachtoffer van de atoombomaanval.
- Osamu Shimomura, organisch chemicus en mariene bioloog, kreeg de Nobelprijs voor Scheikunde in 2008 voor zijn ontdekking en ontwikkeling van groen fluorescerend eiwit (GFP) met twee andere Amerikaanse scheikundigen.